# Lycka till...
Lycka till... (mer sällan skrivet förlängt som Lycka till... ...önskar Lars Demian) är det andra studioalbumet av den svenske trubaduren Lars Demian, utgivet i maj 1991 på Alpha Records. Det producerades av Lasse Gustavsson och belönades samma år med en Grammis för "Årets folk". Texten till avslutningsspåret "Månen du & jag" skrevs av Demians dåvarande fru, skådespelerskan Ika Nord.
Låtarna "Häxan", "Sången om lögnen" och "Det manliga beteendet" kom även med på samlingsalbumet Ännu mera jag - Lars Demians bästa 2003.

## Låtlista
Alla låtar är skrivna av Lars Demian om inget annat anges.
1. "Tur" – 3:34
2. "Häxan" – 5:52
3. "Sången om lögnen" – 3:52
4. "Ormtjusarvisa" – 3:50
5. "Ett blått hjärta" – 4:55
6. "Sökaren" – 6:39
7. "Döden i hälarna" – 3:09
8. "Det manliga beteendet" – 3:56
9. "Lycka till..." – 3:32
10. "Månen du & jag" (Text: Ika Nord) – 3:38

## Medverkande
- Hans Arktoft – barytonsaxofon
- Lutte Berg – saxofon, gitarrer
- Fläskkvartetten – stråkar
- Lasse Gustavsson – producent
- Jörgen Ingeström – Hammondorgel
- Christer Jansson – trummor, slagverk
- Fredrik Norén – trumpet
- Gunnar Nordén – bas, stränginstrument
- Bosse Persson – trombon
- Tomas Persson – bouzouki, elgitarr
- Mikael Svernby – dragspel

Källa